# Brandsläckning

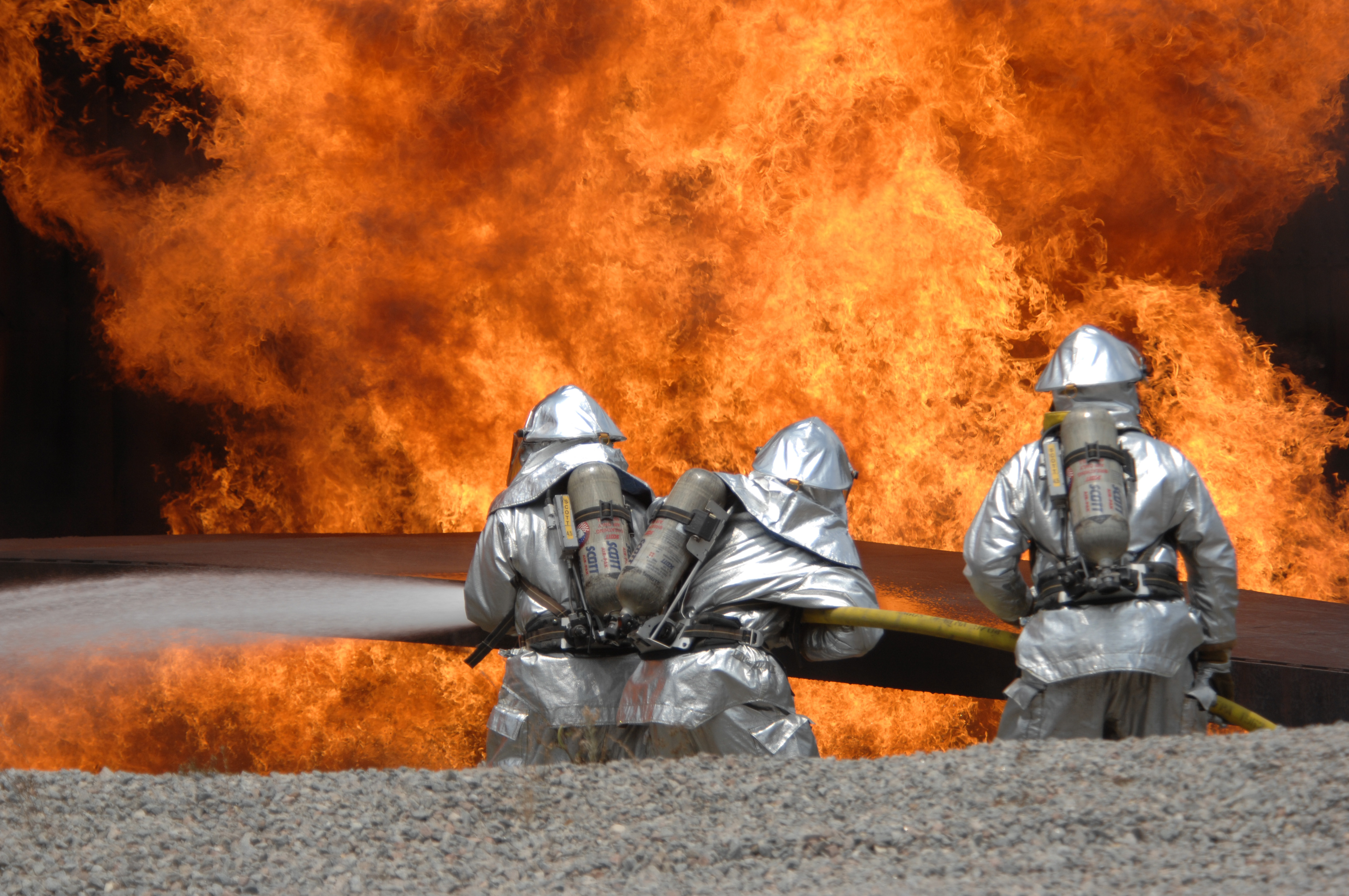
Övning

Brandsläckning är släckning av brand som en viktig del av samhällets räddningstjänst. Mindre bränder släcks oftast av personer som inte är yrkesmän. Man kan fysiskt se till att flammor och bränsle skiljs åt, exempelvis med ett lock på en brinnande kastrull eller med en brandfilt. Man kan också hindra fortsatt spridning genom att slänga ut det brinnande föremålet som sedan får brinna ut. Om branden vuxit sig lite större behövs en (hand)brandsläckare.
Professionell brandsläckning utförs av brandmän.

## Olika teknik vid räddningstjänstens brandsläckning

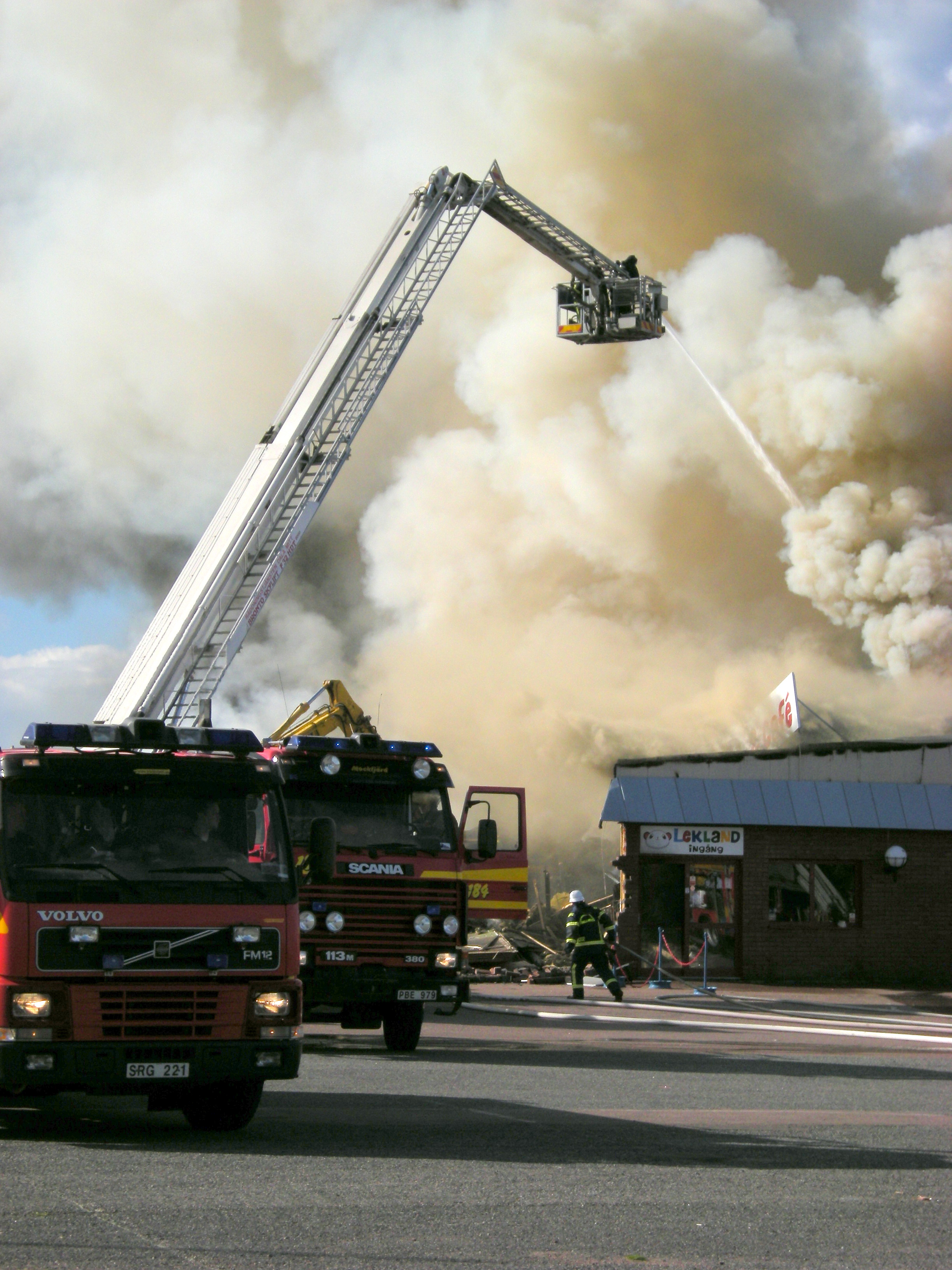
Hävare och rök

### Ytkylning
Ytkylning bygger på att man kan se föremålet som brinner. Vatten eller annat släckmedel sprutas direkt på brandhärden, eller de ytor som pyrolyserar (avger brännbara gaser). Detta är den självklara tekniken för brandsläckning utomhus, men också vid användning av brandsläckare. Vatten som träffar heta ytor ger kraftig ångbildning (1 liter vatten ger 1700 liter vattenånga), vilket kan innebära problem vid brandsläckning inomhus. Då måste tekniken kombineras med brandgaskylning.
Den utrustning som krävs måste ha tillräcklig kastlängd och sprida släckmedlet tillräckligt för att kunna täcka in hela den brinnande ytan. Normalt används någon form av spridd stråle, eller sluten stråle om avståndet är långt.

### Brandgaskylning
Ibland är ett brandrum för varmt för att man skall kunna komma in i rummet och kyla bränsleytorna. Då krävs brandgaskylning. Strålbilden anpassas till att precis nå igenom brandgaslagret och täcka så stor volym som möjligt av brandgaserna. Förångningen av vattnet i brandgaserna kyler dessa så att de inte antänds. Dessutom minskar volymen. Efter hand som brandgaserna kyls kan rökdykarna avancera in i lokalen för att nå bränsleytorna med vatten.
Den utrustning som används är normalt ett dimstrålrör, som finfördelar vattnet till droppar med en storlek mindre än 0,1-0,2 mm. Fram till början av 2000-talet användes regelmässigt släckbilar inom räddningstjänsten med pumpar som gav ca 1 MPa vid pumpen. Från 2000-talet är det normala med släckbilar som ger alternativen 1 MPa (lågtryck) eller 4 MPa (högtryck eller förhöjt lågtryck) vid pumpen. Med högre tryck kan mindre droppar fås ur strålröret.

### Vatten som gasformigt släckmedel
Tekniken, ibland kallad indirekt släckning beroende på förmågan att slå ner brand i intilliggande utrymmen, togs fram av US Navy för att kunna släcka bränder på fartyg. Vattenstrålen hålls ganska samlad och dropparna bör vara ganska stora för att inte förångas i gaserna. Målet är att täcka in så stor del av ytorna som möjligt. Vattnet sprutas in i rummet mot heta ytor och sedan stängs dörren. Vattenångan får verka som ett gasformigt släckmedel och därefter öppnas dörren. Vid behov görs släckmomentet om igen. Metoden kräver att brandmännen befinner sig utanför brandrummet.
Med denna teknik får inte vattnet förångas i brandgaserna, utan skall förångas mot heta ytor, helst glöd men även obrännbara ytor går bra. Då måste vattendropparna vara stora (större än 0,5 mm i diameter) för att nå ytorna. Detta åstadkoms med en sluten eller möjligen en något spridd stråle.

### Avskiljning
Det går även att bekämpa bränders konsekvenser utan att släcka dem. Byggnader är konstruerade med dels brandceller (som skall hålla branden innestängd under normalt en timmes tid) och åtskilda med brandväggar eller ett fysiskt avstånd. Att säkerställa dessa begränsningslinjer är också ett sätt att begränsa konsekvenserna av en brand. Om branden består av utströmmande brandfarlig gas eller vätska, blir den bästa åtgärden att stoppa tillförseln av bränsle till branden.

### Automatiska släcksystem
Automatiska släcksystem fungerar utan en manuell insats även om en sådan kan vara möjlig, men då oftast genom enkla handgrepp. Exempel på vanliga automatisk släcksystem är vattensprinkler, gasläcksystem och skumsläcksystem. Automatiska släcksystem aktiveras oftast av mekaniska eller elektriska komponenter aktiverade genom värme, rök eller flammor.

### Lättskumsfyllning
Lättskumsfyllning är en släckmetod som kan användas vid till exempel en rumsbrand. Genom att rummet eller byggnaden fylls med skum kommer brännbara ytor att fuktas och pyrolysen avstannar. Luftcirkulationen begränsas också vilket kommer att påverka branden. Vattnet i det skum som bryts ner kommer att förångas och ger en termisk barlast till flammorna. 
Fyllning med lättskum är ett alternativ till traditionell släckning med fördelen att brandmännen inte behöver vistas inne i utrymmet. Det är alltså ett utmärkt alternativ vid exempelvis rasrisk i lagerutrymmen, eller för svåråtkomliga bränder i källare, krypvindar, kabelgravar m.m. Genom att fylla utrymmet med skum kan man komma åt bränder som annars kan ta lång tid eller vara riskfyllt att släcka. Lättskum används dels av räddningstjänsten för manuell brandsläckning, dels som fast släcksystem i exempelvis flyghangarer.
Skum minskar också brand- och sekundärskadorna. Släckningen går snabbt och med det låga innehållet av vatten lämnar lättskum knappt några spår efter sig. Föremål som täcks i skum kommer inte heller att få några rökskador, varken i form av värmeskador eller sotbeläggning/röklukt. 
Principen för lättskum är att vatten och skumvätska blandas och blåses av en fläkt genom ett finmaskigt nät på samma sätt som när man blåser såpbubblor. Då bildas ett lätt skum av samma typ som kan bildas i diskbaljan när man diskar. Skummet har ingen kastlängd utan flyter ut. För att inte dränka brandplatsen i skum används en dörradapter som sluter tätt i dörröppningen och som skummet kan transporteras igenom in i byggnaden där det brinner.
Lättskummet som tillförs ersätter luft (eller brandgaser) i byggnaden. Därför måste lika mycket luft lämna byggnaden som man tillför skum. Utan frånluftöppning kommer skummet inte att kunna flyta fram. Nytt skum kan inte bildas och vätska kommer att rinna ut ur aggregatet. För bästa effekt bör man köra i medvind och självklart måste alla dörrar fram till frånluftsöppningen vara öppna för att skummet ska kunna flyta fram.
Dimensioneringen är normalt att skummet bör ha en stighöjd på 1 m per minut, alternativt att utrymmet bör vara fyllt inom 5 minuter. Branden och varma ytor kommer att bryta ner delar av skumtäcket så räkna med kanske en halvtimme i ytterligare drift efter att utrymmet är fyllt.